# Apol·loni d'Afrodísies
Apol·loni d'Afrodísies (en grec antic: Άπολλώνιος, llatí: Apollonius) va ser, segons la Suïda, un historiador i gran sacerdot nascut a Afrodísies, a Cilícia.
Es diu que va escriure una obra sobre la ciutat de Tral·les, una segona sobre Orfeu i els misteris òrfics i una altra sobre la història de Cària, de la qual Esteve de Bizanci menciona el divuitè llibre.